# Tintarella di luna/Zitto prego
Tintarella di luna/Zitto prego è il quarto singolo de I Due Corsari, pubblicato dalla Dischi Ricordi nel 1959.

## Il disco
I due brani rock and roll saranno inseriti nella raccolta del duo Giorgio Gaber e Enzo Jannacci pubblicata nel 1972.
In entrambe le canzoni i cantanti sono accompagnati dal complesso Rolling Crew.

## Tintarella di luna
I Campioni incidono la canzone su 45 giri nel settembre del 1959 (Jolly 20066), nello stesso periodo viene incisa anche da I Due Corsari (Dischi Ricordi SRL 10093) e da Mina (Italdisc MH 31), che la trasforma in un grande successo. L'anno seguente Mina la inserirà nell'album avente lo stesso titolo.
Jannacci e Gaber, sotto lo pseudonimo Ja-Ga Brothers, danno reinciso il brano con un nuovo arrangiamento nel omonimo Qdisc/Ep del 1983, unico disco pubblicato dal duo, in incognito e con tale denominazione.

## Zitto prego
Brano inserito dai due artisti anche nell'EP pubblicato nel febbraio 1960.

## Tracce
Lato A
1. Tintarella di luna (testo: Franco Migliacci – musica: Bruno De Filippi)

Lato B
1. Zitto prego (Giorgio Gaber, Enzo Jannacci)